# 東西奇ッ怪紳士録
『東西奇ッ怪紳士録』（とうざいきっかいしんしろく）は、水木しげるによる日本の漫画。『ビッグゴールド』（小学館）にて1996年8月号から1997年10月号まで連載された。単行本は同社から全2巻（文庫版は全1巻）が刊行されている。

## 概要
歴史上の人物から水木個人の知人まで、水木が見定めた古今東西の奇人・変人を取り上げ、彼らが幸福だったのかどうかを考察する伝記漫画集。

### 平賀源内
平賀源内の生涯を描いた話。源内の誕生から松平頼恭に才能を認められ留学を果たすまでを『平賀源内と殿様』、田沼意次の元で働くようになり、高松藩から「仕官お構い」の措置を受ける『源内と田沼意次』、石綿を発見し火浣布を作るが、実用化に至るものが作れず信用が失墜する『源内と火浣布』、屁の音で興行をする「屁ひり男」に感化され『放屁論』を著す『平賀源内の放屁論』、エレキテルを発明し大評判となるが、早とちりから町人を殺してしまい獄中で死去する『エレキテルと幽霊屋敷』の全5話構成。杉田玄白との交流なども描かれている。

### 二笑亭主人
二笑亭と呼ばれる奇妙な住宅を建築し続け、最後は精神科に入院してしまう渡辺釜蔵（仮名、本名は渡辺金蔵）を描いた話。狂言回し役に「説明猫」という猫を登場させ水木の考えなどを代弁させている。最終的に建物は主を失ってから2年後に取り壊されてしまうが、水木はこの件に対してゴッホを例に出して、これは誰にでも作れるような作品ではなく、製作者が精神障害だからといって作品を味わおうとしないのは良くない事だと述べている。ちなみに水木自身も建築設計が趣味であり、家族に相談もなく改築を続けた結果、迷路みたいな家になってしまったと言う。

### 貸本末期の紳士たち
水木が極貧の貸本漫画時代から『テレビくん』を始めるまでを描いている。一部のエピソードは『コミック昭和史』などの自伝でも語られているが、本作では当時の友人たちとの交流模様などを主題としている。墓場鬼太郎の「霧の中のジョニー」のモデルであるつゆき・サブローや、ねずみ男のモデルである梅田栄太郎（上田）、宇田川マサオ（歌多川雅男）、桜井昌一、つげ義春、白土三平（黒洋万平）らが登場している。

### 国家をもて遊ぶ男
全2話構成で、アドルフ・ヒトラーが政権を取りベルリン改造計画を進める前編、独ソ戦からヒトラーが死去するまでを後編に描いている。水木の著作『劇画ヒットラー』と比べ大幅にストーリーを縮小した作りになっている一方で、ヒトラーの父アロイス・ヒトラーの話や、建築家シュペーアとの交流の場面などが追加されている。

### 旅シリーズ
※作中で称されたものではないが、便宜上「旅シリーズ」と名付けて3編を区分した。
漫画家の小島がテレビの取材でマリ共和国のサンガを訪れ、ドゴン族の神話に触れる『サンガ村のポロタハム氏』、同じく小島がボルネオを訪れ、精霊に妻を奪われた男の話を聞く『チンタンポ』、先生と呼ばれる人物がウィッチドクターを取材する為に、冒険家の川俣の案内でニューギニアのセピック河を訪れる『南の超人たち』。これらの話の舞台は、今までに(本作執筆時点)水木が旅行などで訪れた地域であり、サンガへは実際にテレビの取材で訪れている。

### フランスの妖怪城
100年ほど前にフランスのドローム県オートリーブにシュヴァルの理想宮を建てた郵便配達人シュヴァルの話。シュヴァルが石集めを始め、宮殿を建築していく過程から、シュヴァルの死去後に宮殿が重要建造物に指定されるまでを描いている。水木はこの宮殿を見るためにフランスを訪れており、大きさが心地よく傑作だったと述べている。

### 幸吉空を飛ぶ
今から200年ほど前、ライト兄弟より100年ばかり早く空を飛んだ表具師の幸吉の話。幼少の頃から空の飛び方を研究し、やがて幾度かの実験と失敗を経て空を飛ぶことに成功するが、彼の探究心や好奇心は世間に理解されず、入牢や所払いを処されてしまう。水木は幸吉の情熱を評価した上で、歴史の舞台に登場するのが少し早すぎたようだと同情を寄せている。

## 書誌情報
- 『東西奇ッ怪紳士録』 小学館〈ビッグコミックスゴールド〉、全2巻
  - 1巻、1997年7月発行、ISBN 4-09-188041-X
  - 2巻、1998年2月発行、ISBN 4-09-188042-8
- 『東西奇ッ怪紳士録』 小学館〈小学館文庫〉、2002年1月発行、ISBN 4-09-192613-4
- 『東西奇ッ怪紳士録[全]』（講談社〈水木しげる漫画大全集〉、2017年4月、ISBN 978-4-06-377593-8）